# Stenoplax circumsenta
Stenoplax circumsenta är en blötdjursart som beskrevs av Berry 1956. Stenoplax circumsenta ingår i släktet Stenoplax och familjen Ischnochitonidae.
Artens utbredningsområde är Baja California (Mexiko). Inga underarter finns listade i Catalogue of Life.